# Монахиња Александра (кнегиња)
Монахиња Александра (световно име непознато; умрла 1525. године) била је принцеза сахрањена у гробници испод цркве Покровског манастира у Суздаљу заједно са другим племићким монахињама, укључујући и владарке. Претпоставља се да је ћерка великог кнеза московског Ивана III, могуће из његовог првог брака, непознато из других извора, супруга кнеза Пронског Данила Димитријевича.

## Идентификација
Међутим, велики кнез Василије III није имао познату сестру са сличном судбином - све његове пунолетне сестре (кћерке из другог брака великог кнеза Ивана III са великом кнегињом Софијом Палеолог) су или умрле у детињству или су удате. Имао је старијег полубрата, сина великог кнеза Ивана III (умро 1505. године) из првог брака са великом кнегињом Маријом Борисовном Тверском, кнеза Ивана Младог (умро 1490. године), који је рано умро; Његова удовица кнегиња Јелена Волошанка (умрла 1505. године) и млади син сироче кнез Димитриј Унук (умро 1509. године) постали су жртве сплетки велике кнегиње Софије Палеолог до 1500-их, услед чега је велики кнез Василије III наследио престо. Претпоставља се да је монахиња Александра могла бити пунолетна сестра кнеза Ивана Младог и полусестра великог кнеза Василија III, непозната из других извора, која је прогнана у манастир због победе велике кнегиње Софије Палеолог. (У овом случају, њен датум рођења пада после 1452. године пре 22. априла 1467. године - датума венчања и смрти велике кнегиње Марије Борисовне Тверске).
Н. А. Казакова и Ја. С. Лурје, говорећи о учешћу кнегиње Јелене Волошанке у јереси јудаиста, такође помиње монахињу у напомени: „У анонимном чланку 'Суздаљ', објављеном у 'Часопису Московске патријаршије' (1945, бр. 11, стр. 41), извештава се без позивања на било какве изворе о учешћу у јереси још једног члана великокнежанске породице - ћерке великог кнеза Ивана III Александре, сахрањене 1525. године у Суздаљском Покровском манастиру“ . Они дају другу верзију њеног порекла, верујући да је „ћерка Ивана III, монахиња Александра, у светском царству, очигледно Јелена, друга од Иванових кћери које су носиле ово име“. (Укупно, велики кнез Иван III и велика кнегиња Софија су, изгледа, имали три или четири ћерке Јелене, а само је судбина Јелене, краљице Пољске, детаљно проучена). Према њиховим информацијама, ова друга Јелена „заиста је сахрањена у Суздаљском Покровском манастиру“, али у изворима који су им доступни ништа се не говори о њеној јереси. Њен датум рођења би тада могао да падне између 1474. (венчање велике кнегиње Софије Палеолог) и 1490-их, када је велика кнегиња (умрла 1503. године), родила своју последњу децу.